# Guldsmedshyttans församling
Guldsmedshyttans församling var en församling i Bergslagens kontrakt, Västerås stift. Församlingen ligger i Lindesbergs kommun. 2016 uppgick församlingen i Linde bergslags församling.

## Administrativ historik
Församlingen bildades 1896 genom en utbrytning ur Lindesbergs landsförsamling och var till 1 maj 1917 annexförsamling i pastorat med Lindesbergs landsförsamling för att därefter till 2016 utgöra ett eget pastorat. 2016 uppgick församlingen i Linde bergslags församling.

## Befolkningsutveckling
| Befolkningsutvecklingen i Guldsmedshyttans församling 1910–1990 | Befolkningsutvecklingen i Guldsmedshyttans församling 1910–1990 | Befolkningsutvecklingen i Guldsmedshyttans församling 1910–1990 | Befolkningsutvecklingen i Guldsmedshyttans församling 1910–1990 | Befolkningsutvecklingen i Guldsmedshyttans församling 1910–1990 |
| --------------------------------------------------------------- | --------------------------------------------------------------- | --------------------------------------------------------------- | --------------------------------------------------------------- | --------------------------------------------------------------- |
|                                                                 |                                                                 |                                                                 |                                                                 |                                                                 |
| År                                                              |                                                                 |                                                                 | Folkmängd                                                       |                                                                 |
| 1910                                                            | 1910                                                            |                                                                 | 4 037                                                           |                                                                 |
| 1920                                                            | 1920                                                            |                                                                 | 4 558                                                           |                                                                 |
| 1930                                                            | 1930                                                            |                                                                 | 3 710                                                           |                                                                 |
| 1940                                                            | 1940                                                            |                                                                 | 3 522                                                           |                                                                 |
| 1950                                                            | 1950                                                            |                                                                 | 3 951                                                           |                                                                 |
| 1960                                                            | 1960                                                            |                                                                 | 4 374                                                           |                                                                 |
| 1970                                                            | 1970                                                            |                                                                 | 3 770                                                           |                                                                 |
| 1980                                                            | 1980                                                            |                                                                 | 3 547                                                           |                                                                 |
| 1990                                                            | 1990                                                            |                                                                 | 3 328                                                           |                                                                 |
| Anm: Källor: Demografiska databasen, CEDAR, Umeå universitet    |                                                                 |                                                                 |                                                                 |                                                                 |

## Kyrkor
- Guldsmedshyttans kyrka